# Mayetiola baudysi
Mayetiola baudysi är en tvåvingeart som beskrevs av Ertel 1975. Mayetiola baudysi ingår i släktet Mayetiola och familjen gallmyggor. Inga underarter finns listade i Catalogue of Life.